# Cimetière juif de Carpentras
Le cimetière juif de Carpentras est le plus ancien de la région et l'un des sites juifs importants du département de Vaucluse. Il est situé à l'intersection des routes reliant les villes de Caromb et Bédoin, dans le quartier dit Font-rousse, près de l'Aqueduc de Carpentras.
Ce cimetière reste célèbre pour sa profanation par des néo-nazis en 1990. Depuis l'arrêté du 17 avril 2007, le cimetière est inscrit au titre des monuments historiques.

## Juifs comtadins
La communauté juive est présente dans le Comtat Venaissin depuis le Moyen Âge. Plusieurs villes comtadines, comme Bollène, Le Thor, Carpentras, Malaucène, accueillaient celle-ci, jusqu'en 1322, date à laquelle le pape Jean XXII expulsa les juifs du Comtat. Il revient sur sa décision en 1326.
Le XVIe siècle vit une réorganisation forcée de la communauté, contrainte de se regrouper dans quatre villes, les arba kehilot (se référant au nom des quatre communautés de la Terre sainte que sont Jérusalem, Hébron, Safed et Tibériade) : Carpentras, Avignon, Cavaillon, et L'Isle-sur-la-Sorgue, dans des quartiers spécifiques, les Carrières autour de la synagogue.
À partir du XVe siècle, les communautés juives furent administrées par des baylons (terme local dérivé de baillis) qui étaient responsables de leur communauté devant les autorités et eurent des attributions de police. L'impôt était perçu en fonction du patrimoine. Les activités des Juifs souffraient de diverses restrictions dans le commerce des tissus,.
Ces juifs qui vivaient essentiellement du commerce des étoffes, du maquignonnage et du prêt d’argent, s'enrichirent durant le XVIIe siècle. En 1789, les carrières avaient perdu le quart de leur population et en 1808, il ne restait que 561 personnes dans les communes de Carpentras, Avignon, L’Isle et Cavaillon, plus 70 personnes dans le reste du département de Vaucluse.

## Juifs de Carpentras
La ville de Carpentras était l'une des « quatre saintes communautés » du Comtat Venaissin. Expulsés de la région en 1322 par le pape Jean XXII, la communauté se réinstalle à Carpentras une douzaine d'années plus tard, dans la Carrière (quartier de l'actuelle mairie). La construction de la synagogue date de 1367 (restauré au XVIIIe siècle), fréquentée, à ces débuts, par 45 familles.

## Cimetière

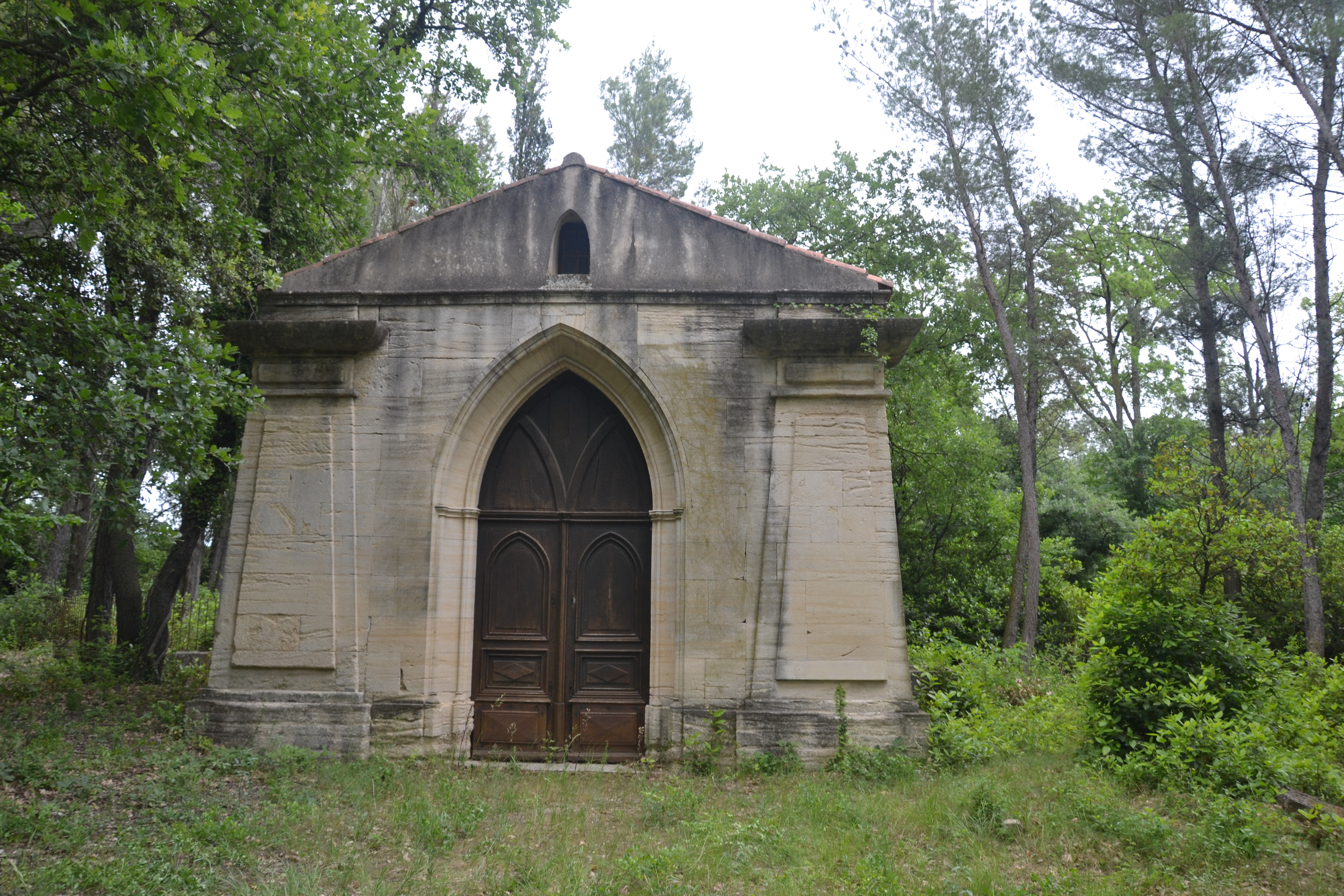
dépositoire

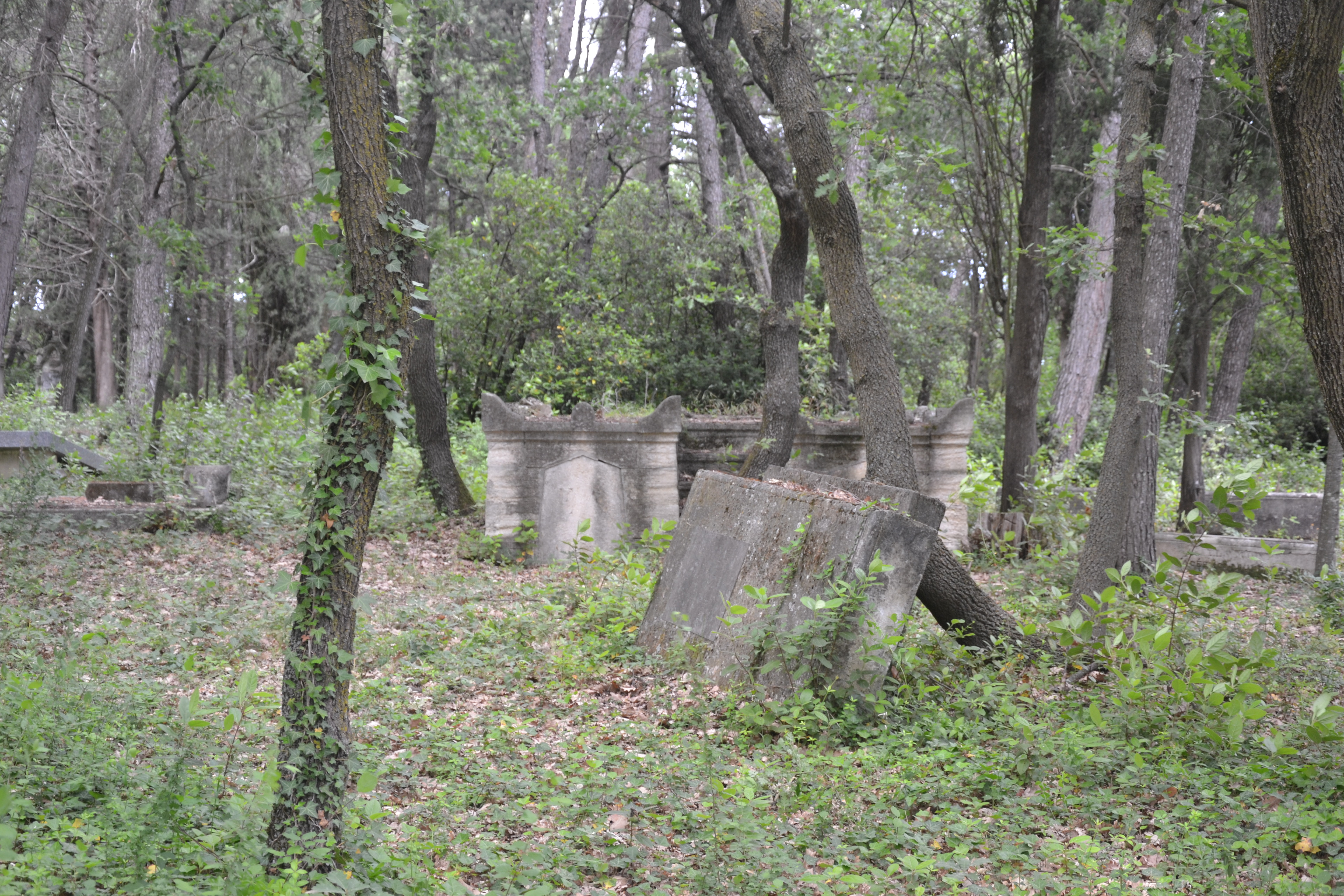
ghéniza en arrière-plan

Datant du milieu du XIVe siècle, il s'étend sur 2 hectares, au nord-est du centre ville de Carpentras. En 1343, l'évêque de Carpentras Hugues accorde aux juifs de la ville de fonder un cimetière, en dehors de la ville, contre redevance. Cela en fait le plus ancien cimetière israélite de la région. Trente-trois bornes, de 2 mètres de hauteur, délimitaient le site. À la faveur d'une souscription, en 1843, le cimetière a été réaménagé : création des allées principales, d'un dépositoire, d'une chapelle funéraire, d'un ghéniza, et du mur d'enceinte. En 2009, la Fondation du patrimoine a lancé une souscription, ayant pour but l'aide à l'entretien et au balisage du site. Elle a permis de récolter 6 000 euros.